# Gare de Wisches
Gare de Wisches – przystanek kolejowy położony w Wisches, w departamencie Dolny Ren, w regionie Grand Est, we Francji. Jest zarządzany przez SNCF.

## Położenie
Znajduje się na linii Strasburg – Saint-Dié, na km 37,225, między stacjami Lutzelhouse i Russ –  Hersbach, na wysokości 255 m n.p.m.

## Historia
Stację otwarto 15 października 1877 przez Direction générale impériale des chemins de fer d’Alsace-Lorraine, kiedy otwarto odcinek linii z Mutzig do Rothau.

## Linie kolejowe
- Strasburg – Saint-Dié